# Brassempouy
 Brassempouy (en occitano Brassempoi) es una población y comuna francesa, situada en la región de Aquitania, departamento de Landas, en el distrito de Dax y cantón de Amou. Aquí se encontró una figura prehistórica de mármol apodada como Dame de Brassempouy (en occitano Dauna de Brassempoi).

## Demografía
| 357 | 332 | 309 | 291 | 279 | 267 |
| Para los censos de 1962 a 1999 la población legal corresponde a la población sin duplicidades (Fuente: INSEE [Consultar]) |     |     |     |     |     |

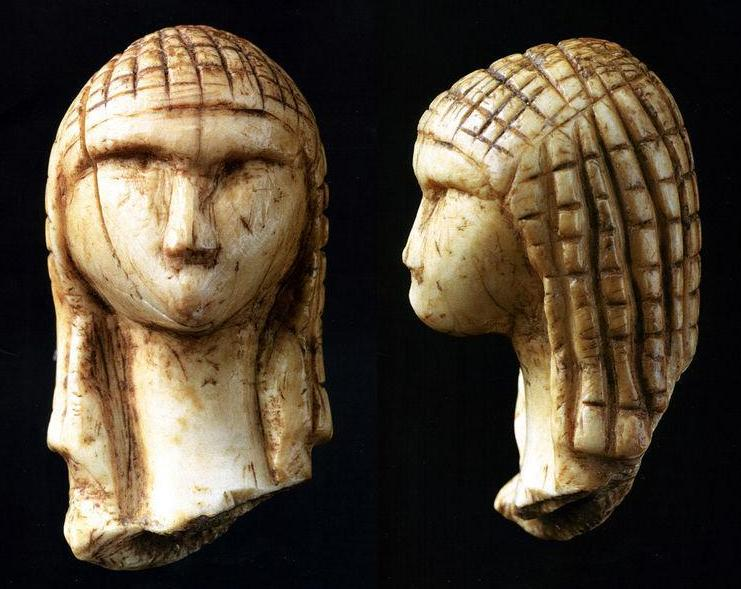
La « Dame à la capuche »
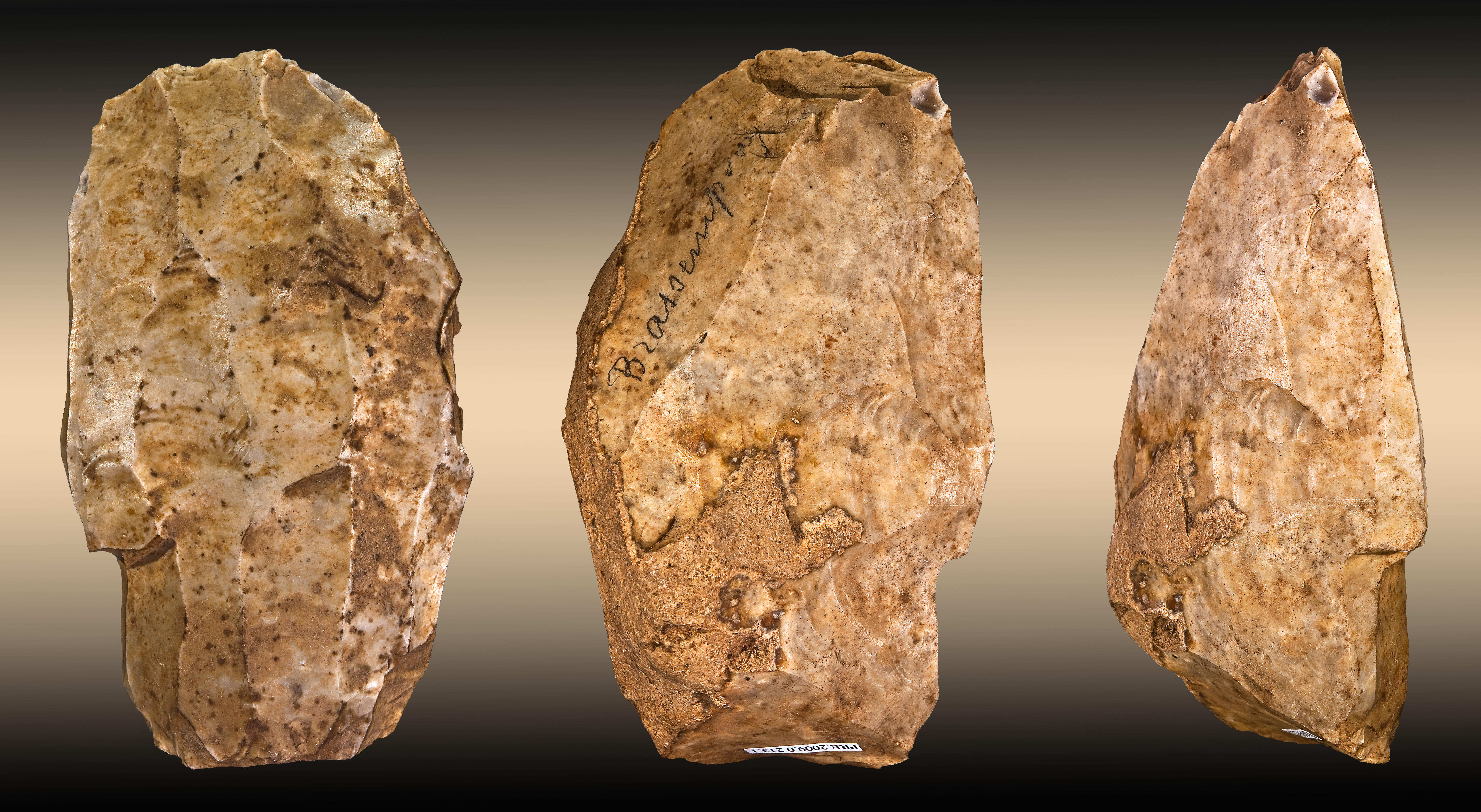
Nucléus – Paléolithique supérieur – Brassempouy -Muséum de Toulouse
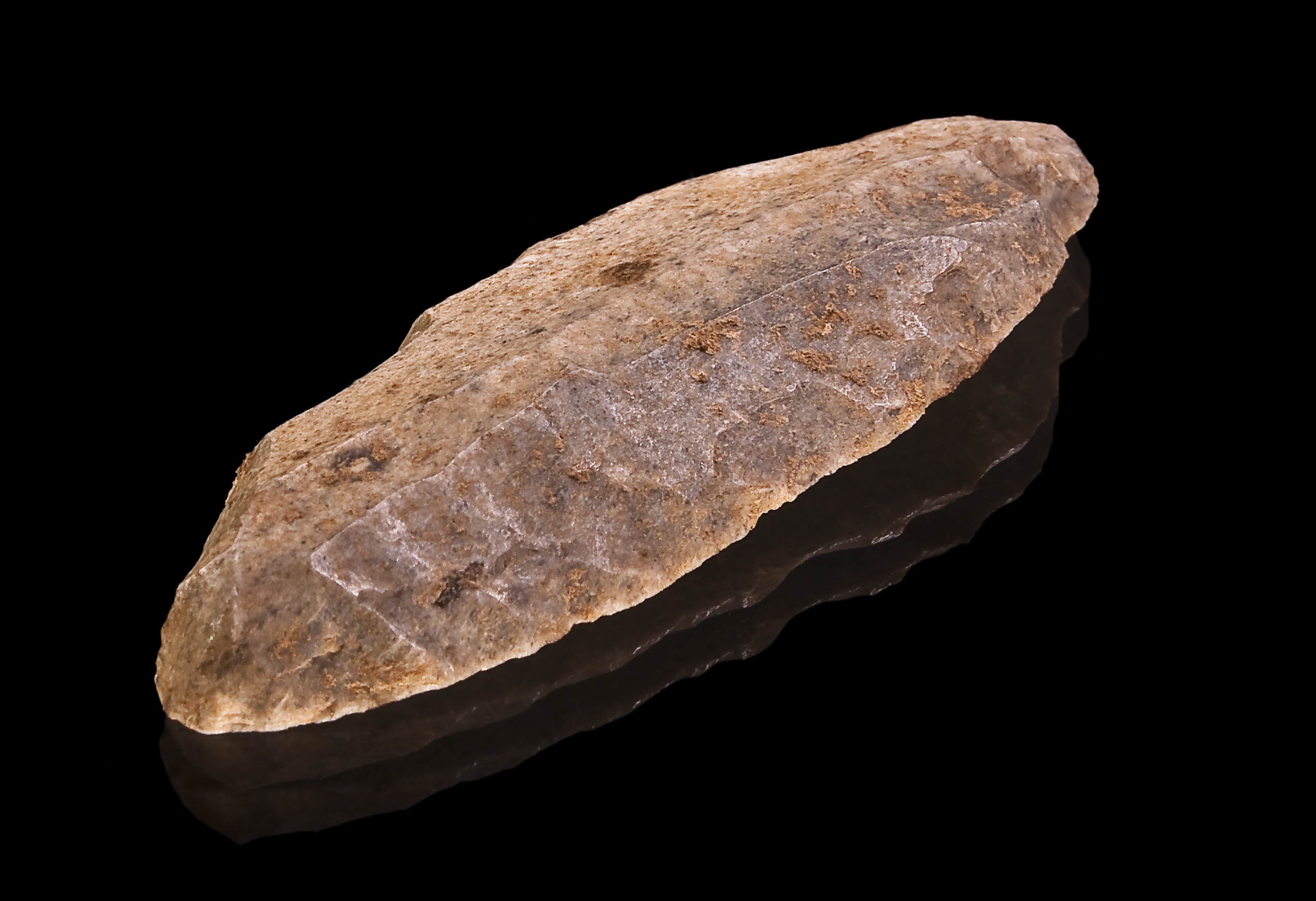
Lame  – Paléolithique supérieur - Brassempouy - Muséum de Toulouse
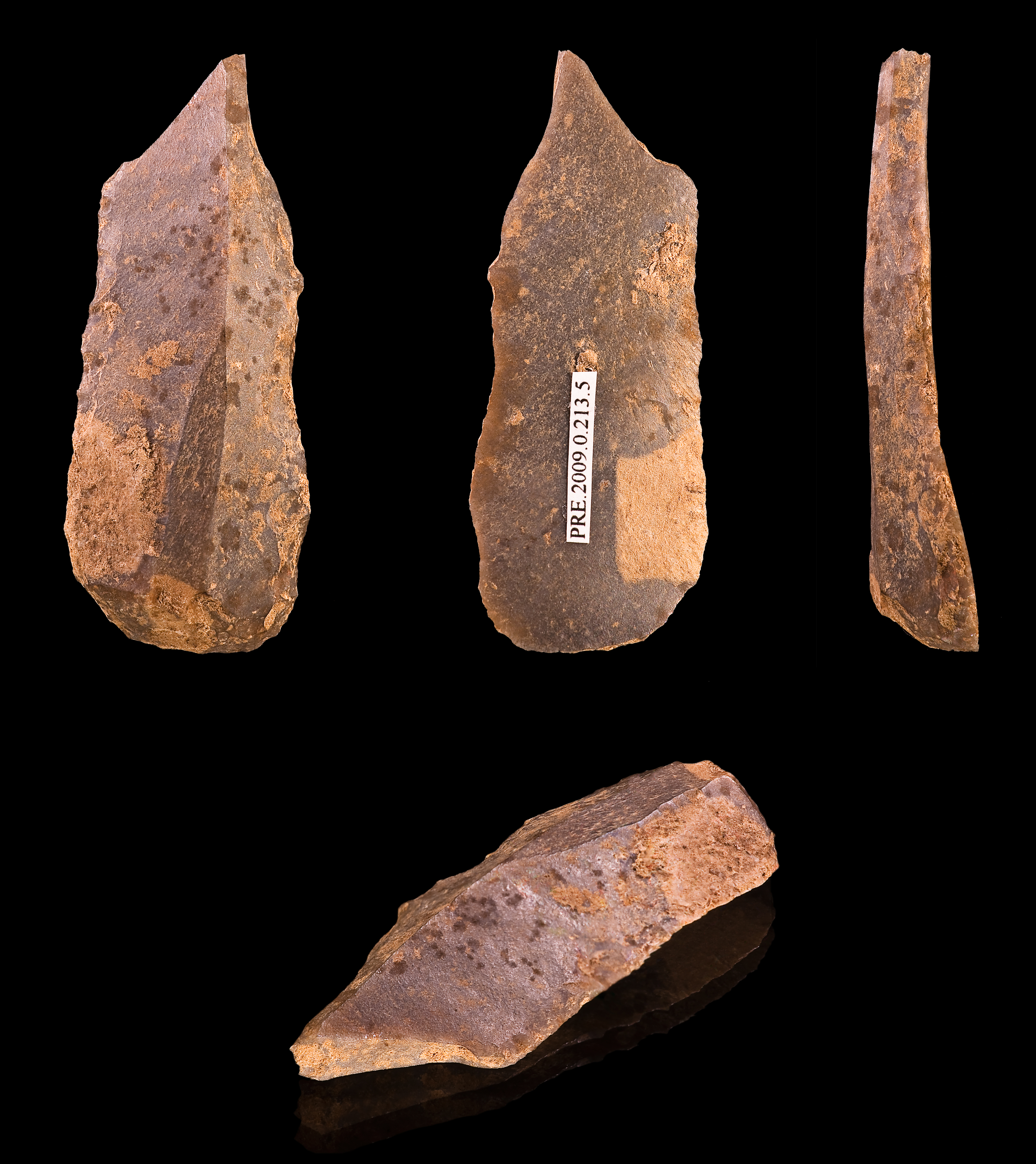
Burin  -Paléolithique supérieur - Brassempouy - Muséum de Toulouse